# 岐阜県道285号新関停車場線
岐阜県道285号新関停車場線（ぎふけんどう285ごう しんせきていしゃじょうせん）は、かつて岐阜県関市内を通っていた一般県道である。

## 概要

### 路線データ
- 起点：新関停車場
- 終点：岐阜県関市栄町1丁目（岐阜県道281号関美濃線交点）

## 沿革
- 1977年（昭和52年）2月27日 ： 認定[1]
- 2016年（平成28年）3月31日 ： 廃止[2]

## 地理

### 通過していた自治体
- 岐阜県
  - 関市

### 接続していた道路
- 岐阜県道281号関美濃線（関市栄町1丁目地内）

### 周辺
- 名鉄美濃町線 新関駅（廃駅）
- 国税庁 名古屋国税局 関税務署
- 関栄町郵便局

## その他
- 路線名の由来となっている新関駅（新関停車場）は、名鉄美濃町線の廃止にともない、2005年3月31日限りで廃駅となった。その後も約10年間に渡って岐阜バスのバスターミナルとして機能していた（バス停名は「栄町1丁目」）が、現在はバス停も南側の県道関美濃線の路上に移設され、駅跡は宅地化されている。